# Cséti Ottó
Verbói Cséti Ottó (eredeti neve: Chrismár Ottó (1884-ig)) (Buda, 1836. – Lucsivna, 1906. augusztus 9.) bányamérnök, akadémiai tanár, újságíró, lapszerkesztő. Fia, Cséti Róbert (1872–1933) vaskohómérnök volt.

## Életpályája
Korán árva lett. Tanulmányai folytatni akarta, így gyári munkásként dolgozott. 1856–1858 között a bécsi műegyetem hallgatója volt. 1858–1862 között a Selmeci Akadémia hallgatója volt, ahol bányászatot, kohászatot tanult. Kincstári szolgálatba lépett. 1862–1863 között a selmecbányai Bányászati és Erdészeti Akadémia tanársegéde volt. 1863–1868 között Selmecen, Govasdián, Kapnikbányán és Nagybányán teljesített szolgálatot. 1868–1872 között a diósgyőri vasgyár mérnökeként dolgozott. 1872–1902 között a bányamértan-geodézia tanszék vezetője volt; utóda Szent-Istványi József Gyula lett. 1872–1873 között helyettes tanára, 1873–1878 között rendkívüli tanára, 1878-tól rendes tanára volt. 1889-ben bányatanácsosi címet kapott. 1892–1894 között a Bányászati és Kohászati Lapok szerkesztője volt. 1894-től főbányatanácsosi címet kapott. 1902-ben nyugdíjba vonult.
Számos földmérő és bányamérő műszert szerkesztett; ilyen például a Cséti-féle aknafüggélyező, a tahiméter, a teodolit és a mérőasztal. Műszereit ma a soproni bányászati múzeumban őrzik.

## Művei
- Erdészeti földméréstan (Budapest, 1888)
- Az út, híd és erdészeti vasuiak építéséről (Selmecbánya, 1889)
- Bányaméréstan. Felső földméréstan (Selmecbánya, 1894)
- Das ungarische Nivellierinstrument für Grubenmessungen (Berg- u. Hüttenmännische Zeitung, 1895)
- Általános földméréstan tankönyv vasúti, kataszteri, tagosító, bánya- és erdőmérnökök számára (Selmecbánya, 1900)
- Erdészeti földméréstan. Második javított kiadás (Selmecbánya, 1900)
- Bányatelepek (Selmecbánya, 1904)